# Bolsa de Valores de Cabo Verde
Die Bolsa de Valores de Cabo Verde (BVC, portugiesisch für: Wertpapierbörse von Kap Verde, englisch: Cape Verde Stock Exchange) ist die Wertpapierbörse von Kap Verde. Sie befindet sich im Stadtteil Achada Santo António der Hauptstadt Praia.
Neben Anleihen und Schuldtiteln werden an der BVC vier kapverdische Aktien gehandelt: Banco Comercial do Atlântico (BCA, Bank), Caixa Económica de Cabo Verde (CAIXA, Bank), Enacol (ENA, Mineralölunternehmen) und Sociedade Cabo-verdiana de Tabacos (SCT, Tabakwaren).

## Geschichte
Die  BVC wurde am 11. Mai 1998 durch Regierungsbeschluss gegründet. Ende 2017 betrug die Marktkapitalisierung 68,4 Milliarden Escudos, was umgerechnet 621 Millionen Euro entspricht. Die Betriebsstruktur der kapverdischen Börse kombiniert das Auktionssystem mit quotierungsgesteuerten Systemen, um eine größere Marktliquidität zu gewährleisten. Der Markt unternahm große Anstrengungen, um sich im Einklang mit den Best Practices und den relevantesten internationalen Richtlinien neu zu strukturieren. Alle Plattformen sind glaubwürdig und einige werden von Euronext Lissabon und Interbolsa genutzt.

## Mitgliedschaften
Die BVC ist Mitglied des afrikanischen Börsenverbands African Securities Exchanges Association.